# DARDO

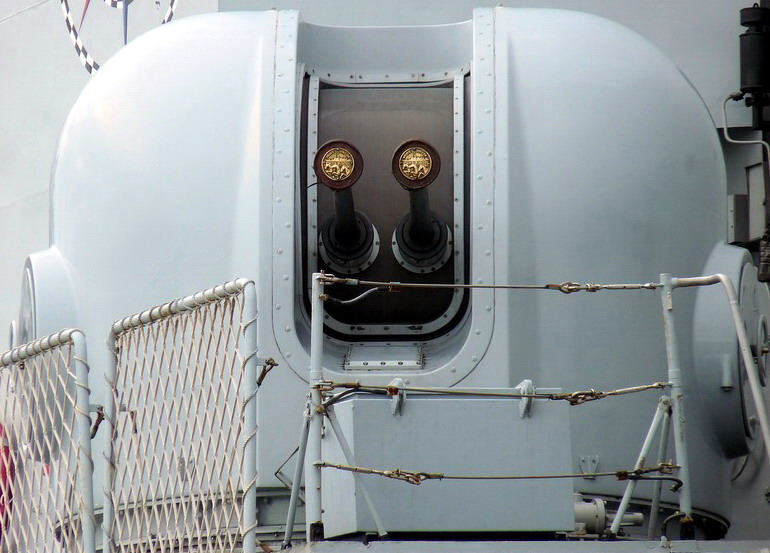
Věž systému DARDO na italské fregatě třídy Maestrale

DARDO (jinak též Breda 40 mm Twin Compact) je italský systém blízké obrany vyráběný společností OTO Melara. Slouží k obraně proti protilodním střelám, vrtulníkům, ale i k případnému ničení hladinových a pobřežních cílů. Tvoří ho věž vyzbrojená dvěma kanóny OTOBreda 40 mm/L70 o délce hlavně 70 ráží (vyrábí je italská Società Italiana Ernesto Breda), střeleckým radarem a systémem vedení palby. Komplet je hlavně sekundární výzbrojí korvet, fregat a torpédoborců. Používá ho přes 20 zahraničních uživatelů. Vyráběna je i vylepšená verze systému se zvýšenou kadencí označená Breda 40 mm Fast Forty.
Systém má vysokou kadenci, rychlou reakci a používá speciální munici, explodující v blízkosti cíle (další typy jsou munice se stopovkou a munice s přímočinnou dotykovou roznětkou). Verze Tipo A má zásobu 736 nábojů, částečně umístěných pod podlahou věže, zatímco Tipo B jich má 444, umístěných pouze uvnitř věže. Rychlost střelby je 600 ran za minutu. Horizontální dostřel je 12 500 metrů, výškový až 8 700 metrů.

## Uživatelé

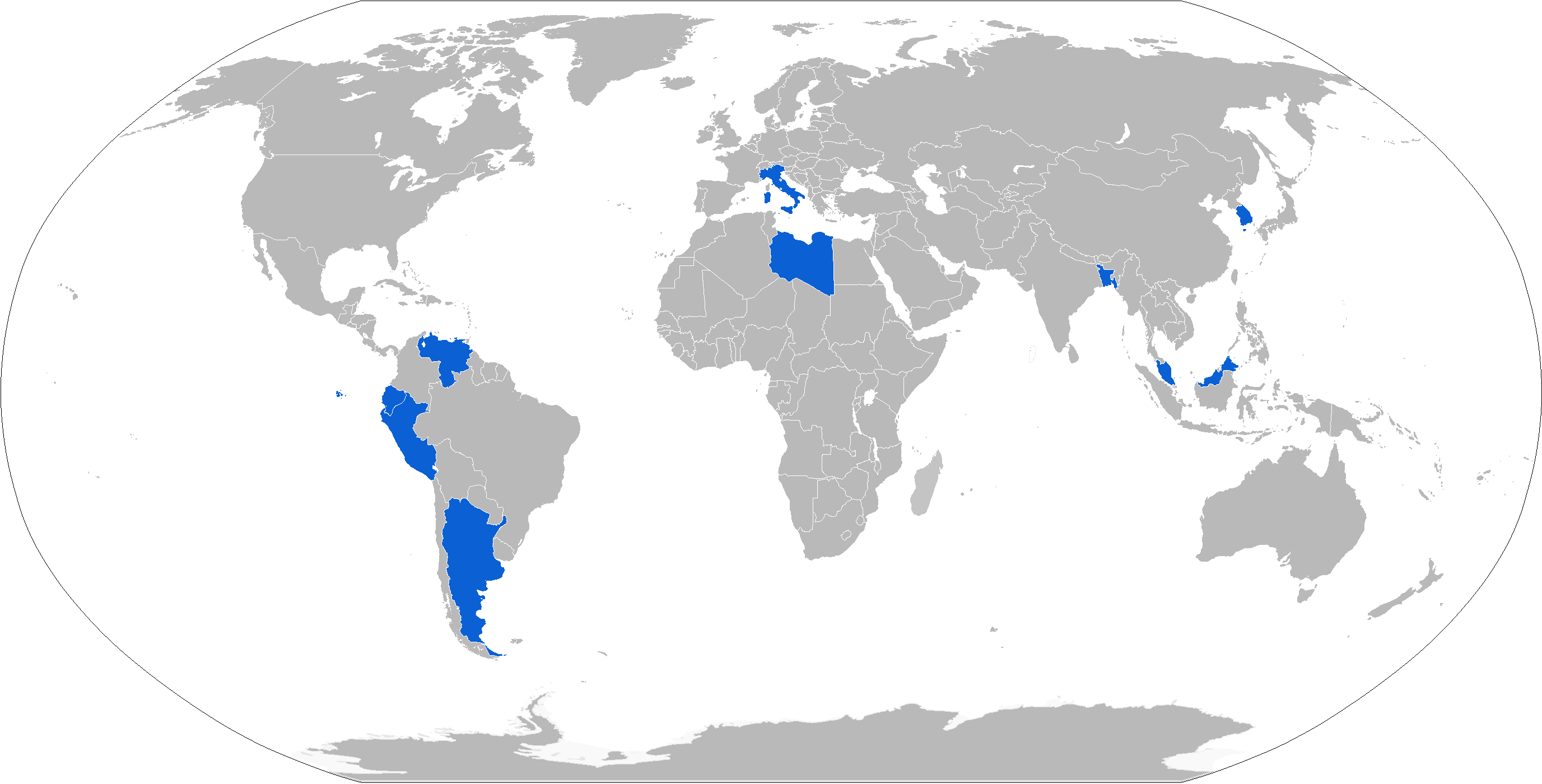
Uživatelé systému blízké obrany DARDO vybarveni modře

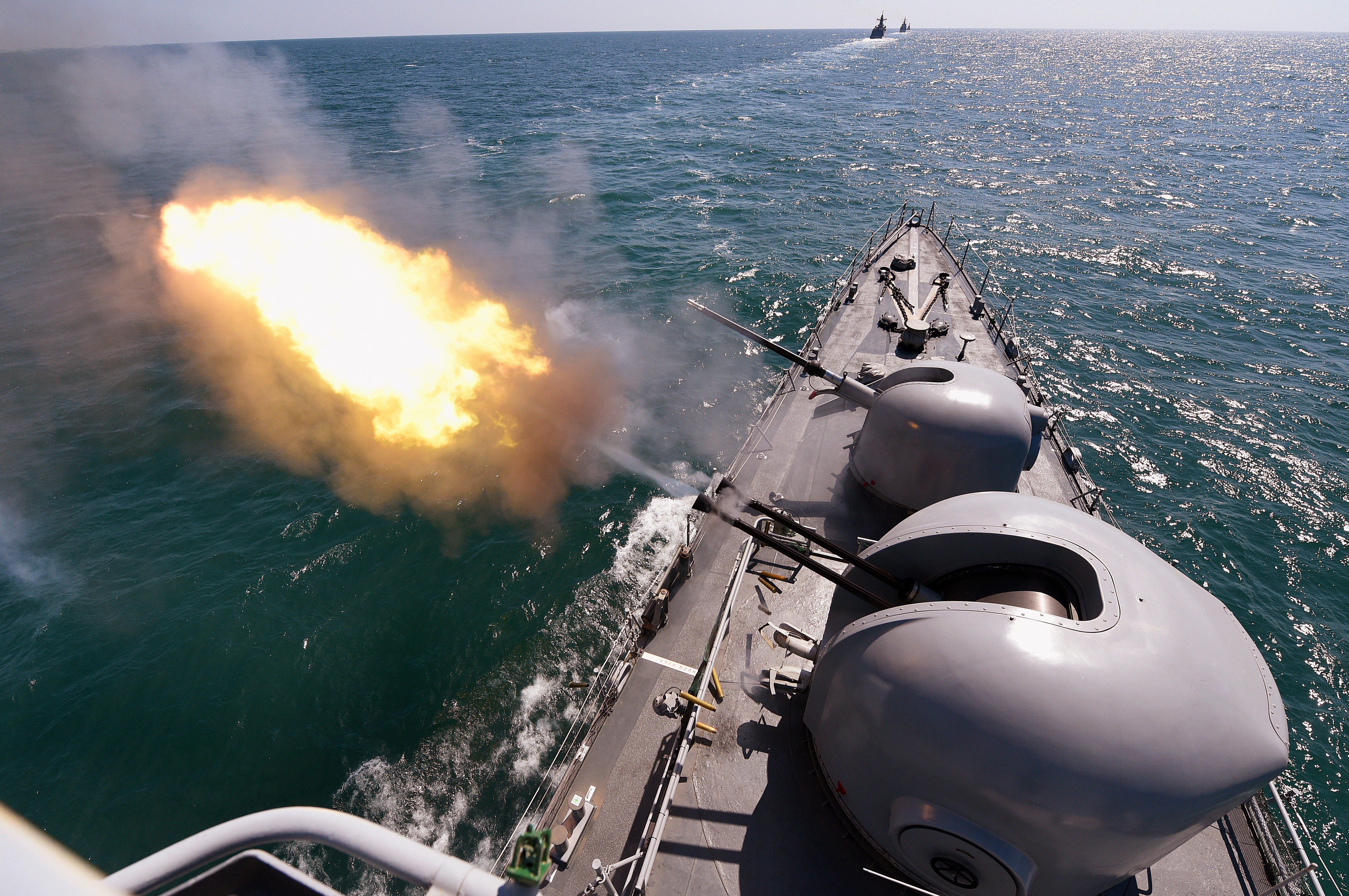
DARDO na jihokorejské lodi při palbě

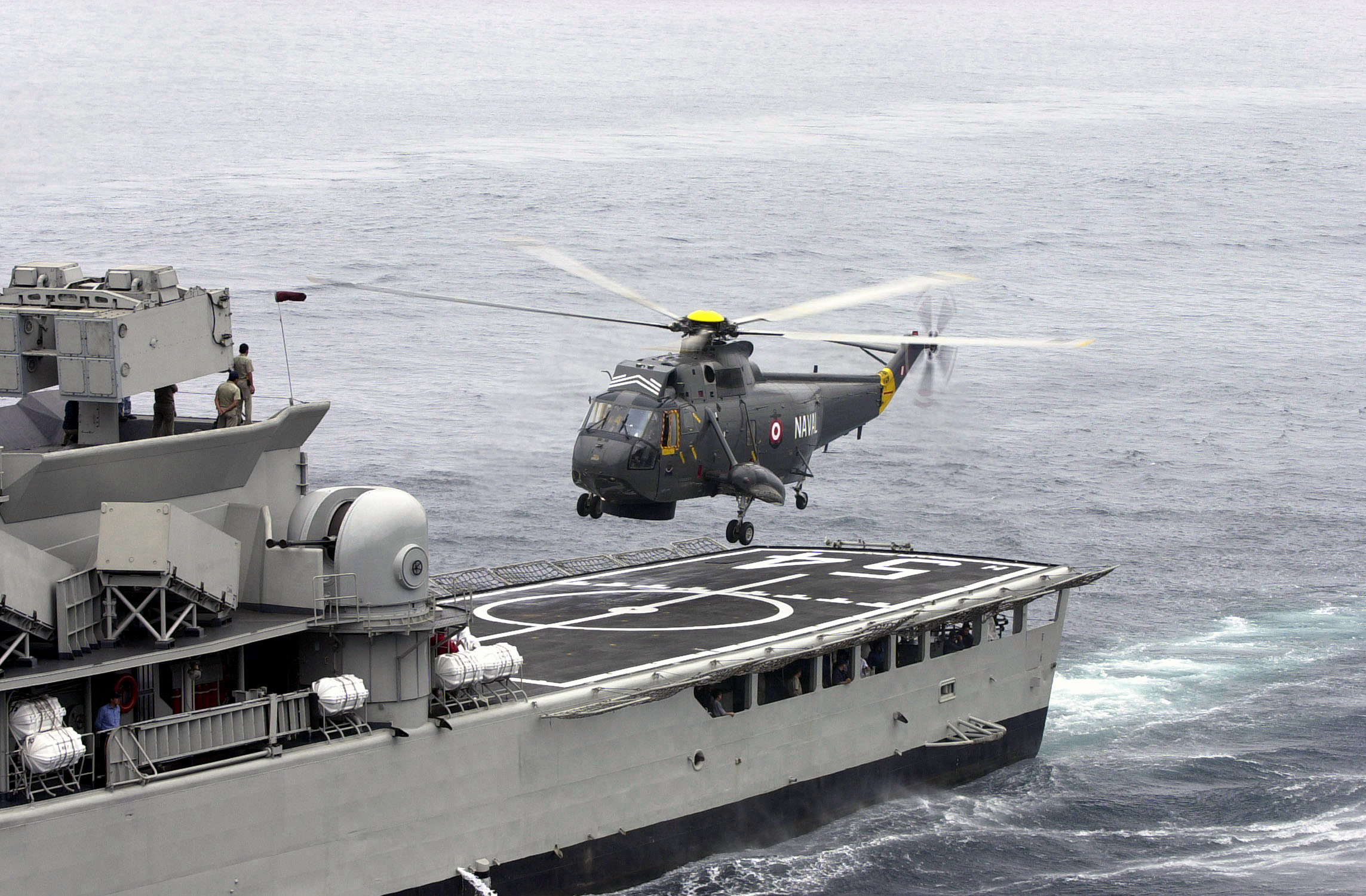
Systém DARDO na peruánské fregatě třídy Lupo

- Argentinské námořnictvo
  - Třída Almirante Brown
  - Třída Espora

- Ekvádorské námořnictvo
  - Třída Esmeraldas

- Italské námořnictvo
  - Vittorio Veneto
  - Giuseppe Garibaldi
  - Třída Lupo
  - Třída Maestrale

- Námořnictvo Korejské republiky
  - Třída Pchohang
  - Třída Ulsan

- Malajsijské královské námořnictvo
  - Třída Laksamana

- Nigerijské námořnictvo
  - Aradu

- Peruánské námořnictvo
  - Třída Velarde

- Thajské královské námořnictvo
  - Třída Ratanakosin